# 귀하신 몸 (텔레비전 프로그램)
《귀하신 몸》은 토요일 밤 9시 45분 부터 10시 35분까지 EBS 1TV에서 방송하는 교양 프로그램이다.